# Moses I. Finley
Moses Israel Finley (20 de mayo de 1912, Nueva York-23 de junio de 1986, (74 años) Cambridge, Reino Unido) fue un historiador de origen estadounidense, luego nacionalizado inglés, especializado en la Antigua Grecia. Su trabajo más notable fue La economía antigua (1973), donde argumenta que el estatus y la ideología civil gobernaron la economía en la Antigüedad más que las motivaciones racionales económicas.

## Trayectoria
Nació en 1912 en Nueva York como Moses Israel Finkelstein, hijo de Nathan Finkelstein y de Anna Katzenellenbogen. Siguió estudios en la Universidad de Siracusa y en la Universidad de Columbia. Aunque sus estudios se centraron en derecho público, la mayor parte de su trabajo publicado se sitúa en el campo de la historia antigua, y abarca especialmente los aspectos sociales y económicos del mundo clásico.
Enseñó en la Universidad de Columbia y en el City College of New York, en donde recibió la influencia de los miembros de la Escuela de Fráncfort, quienes estaban trabajando, en su exilio, en Estados Unidos. En 1952, durante el Macarthismo, Finley fue despedido de su puesto de catedrático en la Rutgers University. Más aún: en 1954 fue citado por el Subcomité de seguridad interna del Senado de los Estados Unidos y fue interrogado sobre si había pertenecido alguna vez al Partido Comunista de los Estados Unidos. Finley invocó la Quinta Enmienda y se negó a contestar.
Desde entonces le fue imposible encontrar trabajo en los Estados Unidos, y finalmente se mudó a Inglaterra, donde enseñó estudios clásicos por muchos años en la Universidad de Cambridge, primero como profesor en Sociología Antigua y en Historia económica en el Jesus College (1964–1970), luego como profesor de Historia Antigua (1970-1979) y finalmente como maestro del Darwin College (1976-1982). 
Fue apoyado por los grandes helenistas franceses (Jean Pierre Vernant, Pierre Vidal-Naquet) y sus obras se tradujeron de inmediato al francés. Desde 1975 también se han vertido al español, casi en su integridad.
Finley amplió el alcance de los estudios clásicos de la filología a la cultura, la economía y la sociedad. Se convirtió en súbdito británico en 1962 y en miembro de la Academia Británica en 1971; en 1979 fue nombrado caballero y comandante de la Orden del Imperio Británico.
Entre sus obras, El mundo de Odiseo (1954) destaca por su originalidad. En él, aplicó los descubrimientos de antropólogos como Marcel Mauss para ilustrar sobre Homero, una aproximación radical que sus editores estimaron requería de una introducción de un clasicista establecido, Maurice Bowra. Paul Cartledge sostuvo en 1995: «En retrospectiva, la pequeña obra maestra de Finley puede ser vista como la semilla del actual florecimiento de los estudios de la cultura y sociedad griega antigua relacionados antropológicamente». Sus conferencias sobre la esclavitud fueron muy influyentes en un momento de revisión radical de la historia de los esclavos modernos.
El trabajo más influyente de Finley fue La economía de la Antigüedad (1973), basado en sus trabajos previos en Berkeley el año anterior. En esta obra, Finley lanza un ataque a la tradición modernista al interior de la disciplina de la historia económica antigua. Siguiendo el ejemplo de Karl Polanyi, Finley argumenta que la economía antigua no debe ser analizada usando los conceptos de la ciencia económica moderna, porque el hombre antiguo no tenía una noción de la economía como una esfera separada de la sociedad y porque las acciones económicas en la Antigüedad estuvieron determinadas no principalmente por criterios económicos, sino más bien por asuntos sociales.
Además de sus contribuciones a la historiografía, como Uso y abuso de la historia, ha publicado monografías muy novedosas, como sus estudios sobre la esclavitud antigua (Esclavitud antigua e ideología moderna, hoy, de referencia) o sobre Sicilia, A History of Sicily, retocado al final de su vida.

## Obras
- Studies in Land and Credit in Ancient Athens, 500–200 B.C.: The Horos Inscriptions (1951).
- Economy and Society in Ancient Greece (1953). Tr. >> La Grecia antigua: economía y sociedad, Crítica, 2000.
- The World of Odysseus (1954). Tr. >> El mundo de Odiseo, FCE, 1980.
- The Ancient Greeks: An Introduction to Their Life and Thought (1963). Tr. >> Los griegos de la Antigüedad, Labor, 1985.
- A History of Sicily: Ancient Sicily To The Arab Conquest (1968). Nueva edición ampliada, 1978.
- Aspects of Antiquity: Discoveries and Controversies (1968). Tr. >> Aspectos de la Antigüedad, Ariel, 1975.
- Early Greece: The Bronze and Archaic Ages (1970). Tr. >> Grecia primitiva, Crítica, 1987.
- The Ancient Economy (1973). Tr. >> La economía de la Antigüedad, FCE, 1974.
- Democracy Ancient and Modern (1973). Tr. >> Vieja y nueva democracia, Ariel, 1980. Conferencias americanas en 1972.
- Studies in Ancient Society, editor (1974). Tr. >> Estudios sobre historia antigua, Akal, 1981.
- The Use and Abuse of History (1975). Tr. >> Uso y abuso de la historia, Crítica, 1984.
- Schliemann's Troy: One Hundred Years After (1975).
- Studies in Roman property, editor (1976).
- The Olympic Games: The First Thousand Years, con H.W. Pleket (1976).
- Ancient Slavery and Modern Ideology (1980). Tr. >> Esclavitud antigua e ideología moderna, Crítica, 1982. Conferencias en el Collège de France, 1978.
- The Legacy of Greece: A New Appraisal, editor (1981). Tr. >> El legado de Grecia, Crítica, 1989.
- Authority and Legitimacy in The Classical City-State (1982).
- Politics in the Ancient World (1983). Tr. >> El nacimiento de la política, Crítica, 1986.
- Ancient History: Evidence and Models (1985). Tr. >> Historia antigua, problemas metodológicos, Crítica, 1986.